# Осова-Сень
Осова-Сень (пол. Osowa Sień) — село в Польщі, у гміні Всхова Всховського повіту Любуського воєводства.
Населення — 1110 осіб (2011).

## Демографія
Демографічна структура станом на 31 березня 2011 року:
|          | Загалом | Допрацездатний вік | Працездатний вік | Постпрацездатний вік |
| -------- | ------- | ------------------ | ---------------- | -------------------- |
| Чоловіки | 569     | 136                | 391              | 42                   |
| Жінки    | 541     | 113                | 331              | 97                   |
| Разом    | 1110    | 249                | 722              | 139                  |